# Шацкая волость
Шацкая волость — административная единица в составе Игуменского уезда Минской губернии Российской империи, существовала до 1924 года.

## История

### Новейшее время
В Первую мировую войну с февраля по декабрь 1918 года была под оккупацией войск кайзеровской Германии.
25 марта 1918 года согласно с Третьей Уставной грамотой волость была объявлена частью Белорусской Народной Республики. С 1 января 1919 года в соответствии с постановлением I съезда КП(б)Б волость вошла в состав БССР.
С августа 1919 года по июль 1920 года волость находилась под польской властью под названием Шацкая гмина (Gmina Szack).

## Население
- 1919 год — 10 065 жителей